# Janus de Xipre
Janus de Lusignan, també conegut com a Joan de Lusignan (1375, Gènova – 29 juny 1432, Nicòsia), fou rei de Xipre després del seu pare, Jaume I de Xipre. Ascendí al tron el 1398 i regnà fins a la seva mort el 1432. També va heretar els títols nominals dels desapareguts regnes d'Armènia i de Jerusalem.

## Biografia
Janus va néixer a Gènova, on el seu pare, Jaume I de Xipre, era un captiu. La seva mare, Helvis de Brunswick-Grubenhagen, el va anomenar en honor del déu Janus, el fundador de Gènova segons la tradició mitològica.
Quan el seu pare va ser elegit rei, va negociar un acord amb els genovesos per alliberar-lo i anar a Xipre, el qual es va signar el 2 de febrer de 1383. Sota aquell acord, els genovesos van rebre nous privilegis comercials. Tanmateix, els genovesos van reclamar que el seu pare deixés el seu fill Janus a la seva ciutat com a ostatge. Jaume va enviar un noble a Gènova, Joan Babin, per actuar com pare suplent del seu fill. Com diu l'historiador xipriota Leontios Makhairas, Jaume va ordenar un impost especial que va requerir que els xipriotes—tant nobles com comuns—havien d'adquirir una quantitat de sal per tal de recollir els diners necessaris per alliberar el seu fill de la captivitat genovesa; això va ser aconseguit l'octubre del 1392, quan Janus tenia 18 anys.
Després de la mort del seu pare el 9 de setembre de 1398, Janus va pujar al tron de Xipre. Fou coronat a la catedral de Nicòsia, Santa Sofia l'11 de novembre del 1398.
Com a rei va provar el 1402 de recuperar Famagusta, la qual era sota govern genovès. Segons escriu Amati, l'administrador de Famagusta, el genovès Antonio de Karko, era el padrí de Janus. Aquests conspirava amb un sacerdot que era el pare espiritual de Karko, per tal de retornar la ciutat al regne xipriota i el sacerdot esdevindria bisbe de Famagusta. Implicat en aquella conspiració estava Pere Makhairas, germà de Leontios. Van fer claus secretes de les portes de ciutat i hi havia moltes preparacions per prendre Famagusta i per assassinar Karko amb l'ajuda del pare Gregori i per obrir les portes als soldats de Janus. Tanmateix, a l'últim moment el pla va ser traït, i els conspiradors van ser arrestats a Famagusta; 28 d'ells van ser executats i la ciutat va quedar en poder de Gènova.
El rei va continuar els seus esforços posteriorment per recuperar Famagusta (en el territori de la qual també estava inclosa Kyrenia). El 1403, el governador genovès, de Mengre, va tenir xerrades amb el representant de Janus, Giorgio Billi, que va acabar en un acord segons el qual aquestes ciutats van quedar en mans genoveses. Més tard, va forçar els xipriotes a pagar impostos especials per reunir un exèrcit i màquines de setge, i va assetjar Famagusta per tres anys però en va, ja que hi havia accés a la ciutat des de la mar. El 1406 el setge va acabar i els genovesos van intentar ocupar Limassol, però van ser derrotats.
Dos anys més tard, l'illa va ser afectada per epidèmies. Simultàniament, hi hi havia moltes plagues de llagosta a l'illa, les quals van causar la destrucció de l'agricultura. Una nova epidèmia va arribar el 1419–1420, la qual probablement va causar la mort de la segona esposa de Janus, Carlota, el 15 de gener del 1422. Com que el rei estava molt angoixat per la seva mort, el cos de la reina morta va ser tret fora del palau on es va fer el seu funeral, per tal de no ser vist per Janus.
Mentrestant, com que Xipre era encara una base permanent de pirates i aventurers, que s'amagaven per les costes xipriotes després de fer incursions en altres llocs del Mediterrani, Janus va mantenir diàlegs amb els representants del sultà d'Egipte. Janus era incapaç d'aturar les incursions, cosa que donava als musulmans una raó per atacar Xipre. Xipriotes nobles i oficials del regne participaren en les batudes.
Barsbay, el sultà d'Egipte, va enviar forces militars a Xipre diverses vegades. Al voltant del 1424 una petita força va atacar Limassol, i el 1425 l'exèrcit egipci va atacar Famagusta i llavors va saquejar Làrnaca juntament amb l'àrea propera, incloent Kiti, Dromolaxia, Kellia, Aradippou i Agrinou. Després de Làrnaca, van anar a Limassol, la qual també fou saquejada, incloent el castell de la ciutat.
L'estiu del 1426, els mamelucs van llançar un atac a gran escala contra l'illa. Dirigit per Tangriver Mohamed i Inal al-Kakimi, el seu exèrcit format per més de 3.000 homes entre els què hi havia mamelucs, turcs i àrabs va arribar a l'illa amb 180 vaixells a prop d'Avdimou. Limassol fou un altre cop ocupat. Janus va reunir el seu exèrcit i es va desplaçar de Nicòsia a Limassol. Va demanar ajuda de les forces d'Europa: els genovesos eren els seus enemics, i els venecians i altres no van voler destruir les relacions comercials amb el sultà.
Després de la batalla de Chirokitia (7 de juliol del 1426) contra els mamelucs, el rei Janus va ser capturat per les forces egípcies. Es va pagar el rescat després de deu mesos de captivitat al Caire. Durant la seva captivitat el seu germà Hug de Lusignan, arquebisbe de Nicòsia, va agafar el control de Xipre.
Després de la seva victòria els mamelucs van saquejar Làrnaca un altre cop i després la capital de Xipre, Nicòsia. La família reial es va retirar a la fortificada Kyrenia i va ser rescatada. Els invasors van agafar un gran grup de captius abans de deixar l'illa.
Aquest desastre, juntament amb les incursions anteriors, les operacions de guerra de Janus contra els genovesos, les epidèmies i les plagues de llagostes va causar en els serfs xipriotes molt de sofriment i van viure en condicions d'extrema pobresa, empenyent-los a la revolta. El dirigent dels revolucionaris xipriotes era una persona anomenada Alexis, que es va declarar rei a Lefkoniko. La revolució era gran, i va tenir el suport de la població, que va elegir els seus dirigents propis en molts llocs de Xipre.
Mentrestant, Janus va ser humiliat al Caire: el van agafar, el van lligar amb cadenes i el van muntar en un ruc davant del sultà, després va ser forçat a agenollar-se i adorar nou vegades el terra pel que passava el sultà. L'alliberament de Janus va ser efectuat després de mediacions d'europeus, que van recollir els diners que va requerir el rescat (12.000 besants). Xipre també va haver d'oferir al sultà un impost anual basat en l'ingrés de 5.000 ducats. Aquesta taxa va continuar sent pagada fins i tot després del final del govern franc a Xipre. Juntament amb Janus, alguns dels captius van aconseguir comprar la seva llibertat després que les seves famílies recollissin els diners pel rescat. Altres van quedar captius i van ser venuts com a esclaus.
Mentre Janus era captiu a Egipte, a Xipre el nobles i els membres de la família reial intentaven dominar la rebel·lió d'Alexis i al mateix temps aconseguir l'alliberament de Janus. Amb ajuda d'Europa, la rebel·lió fou dominada després de 10 mesos. Els dirigents dels rebels van ser arrestats i després de tortures terribles van ser executats a Nicòsia el 12 de maig del 1427, el mateix dia que el rei Janus arribava a Pafos des del Caire. El 28 de juny va morir d'una malaltia.

## Família i fills
Janus va tenir nou fills. Algun temps després del gener del 1400 es va casar amb Anglèsia Visconti (morta el 1439), filla de Bernabé Visconti, senyor de Milà, però el matrimoni fou anul·lat i es van divorciar el 1408 o 1407/1409 sense haver tingut fills.
El 1411 es va casar amb Carlota de Borbó (nascuda 1388 – morta de la pesta el 15 de gener del 1422 i enterrada a Nicòsia), filla del comte Joan I de la Marca i Caterina de Vendôme, a Nicòsia; van tenir sis fills:
- Joan II o III de Lusignan (1414–1458)
- Jaume de Lusignan (mort vers 1426)
- Anna de Lusignan, princesa de Xipre (1418 o 1419 – 1462), casada a Chambéry l'1 de novembre del 1433 o 12 febrer del 1434 amb Lluís de Savoia
- Maria de Lusignan (morta el 1437)
- Dos bessons de nom desconegut (nascuts 1415)

Fora del matrimoni, va tenir tres fills més: 
- Aloisi de Lusignan (1408 – després del 1421).
- Guiu de Lusignan (1410—1470), legitimat pel papa Martí V el 1428.
- Una filla que es va casar el 1427 amb Galceran Suaris, almirall de Xipre.[12][13][14][15][16][17][18][19][20]